# Marjal de Pego-Oliva
La marjal de Pego-Oliva és una zona humida que s'estén entre el riu Racons i el riu Bullent i pels termes d'Oliva (La Safor) i Pego (Marina Alta). Quasi tota està inclosa al Parc Natural de la Marjal de Pego-Oliva.